# David Montoya
David Montoya (Medellín, Colombia; 14 de febrero de 1978) es un exfutbolista y entrenador colombiano. Actualmente se desempeña como entrenador de las divisiones inferiores del Independiente Medellín de la Categoría Primera A de Colombia.

## Selección nacional
Fue internacional con la Selección de fútbol de Colombia en dos ocasiones. Una fue en la Copa Oro 2003 donde jugó un solo partido y la otra fue en un partido por Eliminatorias a Alemania 2006 donde el seleccionado colombiano se enfrentó a la Selección Argentina. El encuentro terminó 1-1. El gol lo hizo el delantero Juan Pablo Ángel después de una asistencia de David Montoya de tiro de esquina.

### Participaciones enEliminatorias al Mundial
| Eliminatoria                           | Sede del Mundial | Posición      | Resultado | PJ | GA | Asis |
| -------------------------------------- | ---------------- | ------------- | --------- | -- | -- | ---- |
| Eliminatorias Mundial de Alemania 2006 | Alemania         | 6°lugar 24pts | Eliminado | 1  | 0  | 1    |

### Participaciones enCopas Oro
| Torneo           | Sede                    | Resultado        | PJ | GA | Asis |
| ---------------- | ----------------------- | ---------------- | -- | -- | ---- |
| Copa de Oro 2003 | Estados Unidos y México | Cuartos de final | 1  | 0  | 0    |

## Clubes

### Como jugador
| Club                   | País      | Año         |
| ---------------------- | --------- | ----------- |
| Independiente Medellín | Colombia  | 1999-2003   |
| Zacatepec              | México    | 2004        |
| Liga de Quito          | Ecuador   | 2004        |
| Independiente Medellín | Colombia  | 2005        |
| Santa Fe               | Colombia  | 2005-2007   |
| Deportivo Pasto        | Colombia  | 2008        |
| Itagüí                 | Colombia  | 2009        |
| ACD Lara               | Venezuela | 2010 - 2012 |

### Como entrenador
| Club                              | País     | Año  |
| --------------------------------- | -------- | ---- |
| Independiente Medellín (Interino) | Colombia | 2021 |

## Palmarés

### Campeonatos nacionales
| Título              | Club                   | País     | Año  |
| ------------------- | ---------------------- | -------- | ---- |
| Torneo Finalización | Independiente Medellín | Colombia | 2002 |